# 1967-es Eurovíziós Dalfesztivál
Az 1967-es Eurovíziós Dalfesztivál volt a tizenkettedik Eurovíziós Dalfesztivál, melynek Ausztria fővárosa, Bécs adott otthont. A helyszín a bécsi Großer Festsaal der Wiener Hofburg volt.

## A résztvevők
Dánia visszalépett, és csak az 1978-as Eurovíziós Dalfesztiválon tértek vissza. Ez volt az első alkalom, hogy egy ország több, mint egy évre visszalépett, és ennek következtében először fordult elő, hogy csökkent a résztvevők száma. Az 1967-es versenyen tizenhét dal alkotta a mezőnyt.
Másodszor vett részt a versenyen a norvég Kirsti Sparboe, az olasz Claudio Villa és a spanyol Raphael. A Luxemburgot képviselő görög Vicky Leandros öt évvel később, az 1972-es Eurovíziós Dalfesztiválon újból próbálkozott, és akkor már győzni tudott. Ebben az évben indult először színes bőrű énekes a verseny történetében, a portugál Eduardo Nascimento személyében.

## A verseny
Az Egyesült Királyságot képviselő Sandie Shaw előadása alatt egy kisebb technika nehézség adódott, ugyanis nem szólt a mikrofonja az első másodpercek alatt. Előadása amiatt is emlékezetes maradt, hogy mezítláb adta elő dalát.
A versenyt Magyarországon élőben közvetítette a Magyar Televízió.

## A szavazás
Ismét módosítottak a szavazási rendszeren. Visszahozták az 1957-1961 között használt szavazási módot, vagyis az országok 10-10 zsűritaggal rendelkeztek, akik 1 pontot adtak az általuk legjobbnak ítélt dalnak. Újítás volt, hogy a zsűritagok felének harminc évesnél fiatalabbnak kellett lennie.
A szavazás a fellépési sorrendnek megfelelően zajlott: Hollandia volt az első szavazó, és Írország az utolsó. A szavazás során két ország váltotta egymást az élen: az első zsűri pontjai után Luxemburg állt az élre, ám ezután az Egyesült Királyság vette át a vezetést, és onnantól végig vezetve zárt az élen. A győztes dal a spanyol és a jugoszláv zsűri kivételével mindegyik szavazó országtól kapott legalább egy pontot.
A szavazás alatt a műsorvezetőnő, Erika Vaal követett el egy emlékezetes hibát: az olasz pontok után kihirdette a győztest, majd a közönség morajlása után észrevette a hibát, és sűrű bocsánatkérések közepette köszöntötte az utolsó, ír zsűrit.
Svájc másodszor végzett pont nélkül.
Az Egyesült Királyság fölényes, a verseny történetének egyik legnagyobb arányú győzelmét aratta. Ez volt az első győzelmük azután, hogy korábbi kilenc szereplésük során már ötször végeztek a második helyen. A Puppet on a String című dal pedig világsláger lett, annak ellenére, hogy az énekesnő, Sandie Shaw saját bevallása szerint utálta a dalt "az első hangtól az utolsóig".

## Térkép

Részt vevő országok
Országok, melyek korábban részt vettek, de ebben az évben nem

## Eredmények
| #  | Ország                       | Nyelv    | Előadó             | Dal                                 | Magyar fordítás                  | Helyezés | Pontszám |
| -- | ---------------------------- | -------- | ------------------ | ----------------------------------- | -------------------------------- | -------- | -------- |
| 01 | Hollandia                    | holland  | Thérèse Steinmetz  | Ring-dinge                          | Ring-ding                        | 14.      | 2        |
| 02 | Luxemburg                    | francia  | Vicky              | L’amour est bleu                    | Kék a szerelem                   | 4.       | 17       |
| 03 | Ausztria                     | német    | Peter Horten       | Warum es hunderttausend Sterne gibt | Miért van százezernyi csillag?   | 14.      | 2        |
| 04 | Franciaország                | francia  | Noëlle Cordier     | Il doit faire beau là-bas           | Ott biztosan szép az idő         | 3.       | 20       |
| 05 | Portugália                   | portugál | Eduardo Nascimento | O vento mudou                       | Megváltozott a szél              | 12.      | 3        |
| 06 | Svájc                        | francia  | Géraldine          | Quel cœur vas-tu briser?            | Kinek a szívét fogod összetörni? | 17.      | 0        |
| 07 | Svédország                   | svéd     | Östen Warnerbring  | Som en dröm                         | Mint egy álom                    | 8.       | 7        |
| 08 | Finnország                   | finn     | Fredi              | Varjoon – suojaan                   | Az árnyékba – a biztonságba      | 12.      | 3        |
| 09 | Német Szövetségi Köztársaság | német    | Inge Brück         | Anouschka                           | Annuska                          | 8.       | 7        |
| 10 | Belgium                      | holland  | Louis Neefs        | Ik heb zorgen                       | Aggályaim vannak                 | 7.       | 8        |
| 11 | Egyesült Királyság           | angol    | Sandie Shaw        | Puppet on a String                  | Marionettbábu                    | 1.       | 47       |
| 12 | Spanyolország                | spanyol  | Raphael            | Hablemos del amor                   | Beszéljünk a szerelemről         | 6.       | 9        |
| 13 | Norvégia                     | norvég   | Kirsti Sparboe     | Dukkemann                           | Bábu                             | 14.      | 2        |
| 14 | Monaco                       | francia  | Minouche Barelli   | Boum-badaboum                       | Bumm-badabumm                    | 5.       | 10       |
| 15 | Jugoszlávia                  | szlovén  | Lado Leskovar      | Vse rože sveta                      | A világ összes virága            | 8.       | 7        |
| 16 | Olaszország                  | olasz    | Claudio Villa      | Non andare più lontano              | Ne menj messzebb                 | 11.      | 4        |
| 17 | Írország                     | angol    | Sean Dunphy        | If I Could Choose                   | Ha választhatnék                 | 2.       | 22       |

## Ponttáblázat
|                              | Zsűrik    | Zsűrik    | Zsűrik   | Zsűrik        | Zsűrik     | Zsűrik | Zsűrik     | Zsűrik     | Zsűrik      | Zsűrik  | Zsűrik             | Zsűrik        | Zsűrik   | Zsűrik | Zsűrik      | Zsűrik      | Zsűrik   | Zsűrik |
| Össz                         | Hollandia | Luxemburg | Ausztria | Franciaország | Portugália | Svájc  | Svédország | Finnország | Németország | Belgium | Egyesült Királyság | Spanyolország | Norvégia | Monaco | Jugoszlávia | Olaszország | Írország |        |
| ---------------------------- | --------- | --------- | -------- | ------------- | ---------- | ------ | ---------- | ---------- | ----------- | ------- | ------------------ | ------------- | -------- | ------ | ----------- | ----------- | -------- | ------ |
| Hollandia                    | 2         |           |          |               |            |        |            |            |             |         |                    | 1             |          |        |             |             |          | 1      |
| Luxemburg                    | 17        | 4         |          |               |            |        |            |            | 2           |         | 1                  | 2             | 1        |        | 1           | 1           | 3        | 2      |
| Ausztria                     | 2         |           |          |               |            | 1      |            |            |             |         |                    |               |          |        |             | 1           |          |        |
| Franciaország                | 20        | 1         | 2        | 1             |            |        | 1          | 4          |             | 2       |                    | 2             |          |        | 2           | 4           |          | 1      |
| Portugália                   | 3         |           |          |               | 1          |        | 1          |            |             |         |                    |               | 1        |        |             |             |          |        |
| Svájc                        | 0         |           |          |               |            |        |            |            |             |         |                    |               |          |        |             |             |          |        |
| Svédország                   | 7         |           |          |               |            | 1      |            |            | 1           |         |                    |               |          | 2      |             | 1           |          | 2      |
| Finnország                   | 3         | 1         |          |               |            | 1      |            |            |             |         |                    |               |          |        |             |             | 1        |        |
| Német Szövetségi Köztársaság | 7         |           |          |               |            | 1      |            | 1          |             |         | 1                  | 1             |          | 1      |             |             | 1        | 1      |
| Belgium                      | 8         |           |          |               |            | 1      |            |            | 3           | 1       |                    | 1             |          |        |             | 1           |          | 1      |
| Egyesült Királyság           | 47        | 2         | 5        | 3             | 7          | 1      | 7          | 1          | 2           | 3       | 3                  |               |          | 7      | 3           |             | 2        | 1      |
| Spanyolország                | 9         | 1         | 1        | 1             |            | 2      |            |            |             |         | 1                  |               |          |        | 2           | 1           |          |        |
| Norvégia                     | 2         | 1         |          |               |            |        |            | 1          |             |         |                    |               |          |        |             |             |          |        |
| Monaco                       | 10        |           |          | 2             | 1          |        |            | 1          |             |         |                    |               | 5        |        |             |             | 1        |        |
| Jugoszlávia                  | 7         |           | 1        |               | 1          | 1      |            |            |             |         | 1                  |               | 2        |        |             |             | 1        |        |
| Olaszország                  | 4         |           |          |               |            |        | 1          |            |             |         |                    | 1             | 1        |        |             |             |          | 1      |
| Írország                     | 22        |           | 1        | 3             |            | 1      |            | 2          | 2           | 4       | 3                  | 2             |          |        | 2           | 1           | 1        |        |

## Visszatérő előadók
| Előadó         | Ország        | Előző év(ek) |
| -------------- | ------------- | ------------ |
| Raphael        | Spanyolország | 1966         |
| Kirsti Sparboe | Norvégia      | 1965         |
| Claudio Villa  | Olaszország   | 1962         |